# McMillan (Wisconsin)
McMillan – miasto w Stanach Zjednoczonych, w stanie Wisconsin, w hrabstwie Marathon.